# Ascona
Ascona es una comuna y ciudad histórica suiza del cantón del Tesino, situada en el distrito de Locarno, departamento de Isole. Limita al norte con la comuna de Losone, al este con la ciudad de Locarno, al sur con Gambarogno, y al oeste con Ronco sopra Ascona, Brissago y Centovalli.
El lugar es conocido por ser un destino turístico, al encontrarse a orillas del lago Mayor, además la ciudad dio el nombre al automóvil alemán Opel Ascona.

## Monumentos
El monumento histórico más importante es el Collegio Papio (nombre completo: Collegio di Santa Maria della Misericordia), hoy colegio católico. Fue construido por iniciativa de San Carlos Borromeo en 1585 en estilo renacentista por Tibaldo Pellegrino. Fue financiado por Bartolomeo Papio (1526-1580), ciudadano de Ascona que había hecho fortuna en el servicio de la familia Orsini en Roma. Entregó su palacio en Ascona, para ponerlo a disposición de su ciudad con el objeto se que se construyera allí un colegio de los jesuitas. 
Se edificó junto a la iglesia Santa Maria della Misericordia, que en aquel entonces pertenecía a un convento dominico y fue seminario. Especialmente notables son el patio renacentista y un relieve de 1602 en la entrada norte.
En cuanto a la iglesia, se terminó de construir en 1519 y tiene un ciclo de frescos de estilo gótico tardío. Su arquitecto fue Antonio de Lagaia.

## Geografía
Ascona tiene un área aproximada de 4.97 km². De esta superficie, el 35,8% se utiliza para fines agrícolas, mientras que el 33,4% está cubierta de bosques. Del resto de la tierra, 52,9% están pobladas (edificios o carreteras), el restante 0,2% son ríos o lagos y el 4,0% es tierra improductiva.
De la superficie construida, las viviendas y los edificios representan aproximadamente el 26,8% y la infraestructura de transporte el 13,7%. mientras que los parques, cinturones verdes y campos deportivos representaron el 10,9%. De las tierras boscosas, el 28,4% de la superficie total de la tierra está muy boscosa y el 5,0% está cubierto de huertos o pequeños grupos de árboles. De la tierra agrícola, el 6,0% se utiliza para cultivos, mientras que el 3,0% se utiliza para huertos o cultivos de vid y el 26,8% se utiliza para pastos alpinos. Toda el agua del municipio está en lagos. De las áreas improductivas, el 3.8% es vegetación improductiva.
El municipio está ubicado en el distrito de Locarno, en la margen derecha del delta de Maggia. Está formado por el municipio de Ascona formado por los tramos de Gerbi, Monescie, Monte Verità, Moscia y Saleggi.